# Paprec
Die Paprec-Gruppe oder Paprec ist ein französisches Unternehmen, das auf die industrielle und haushalt Abfallwirtschaft und Recycling spezialisiert ist. Gegründet wurde es 1994 von seinem derzeitigen Vorstandsvorsitzender, Jean-Luc Petithuguenin. Der Hauptsitz befindet sich in Paris.
Im Jahr 2023 ist die Paprec-Gruppe in zehn Ländern in Europa und Asien tätig und sammelt 16 Millionen Tonnen Abfall, die in 300 Standorten oder Fabriken verarbeitet werden. Das Unternehmen beschäftigt 16.000 Mitarbeiter und erzielte im Jahr 2023 einen Gesamtumsatz von über 3 Milliarden Euro. Es ist derzeit das führende Recyclingunternehmen in Frankreich und das drittgrößte Unternehmen in der Abfallwirtschaft und Energierückgewinnung.

## Geschichte

### 1994–2010: Gründung und erste Investoren
1994 beschloss Jean-Luc Petithuguenin, Direktor der Compagnie Générale des Eaux, Paprec für 3 Millionen Euro von der Gruppe zu übernehmen. Zu dieser Zeit beschäftigte Paprec 45 Mitarbeiter und erzielte einen Umsatz von 5 Millionen Euro.
Im Jahr 2006 kündigte Paprec eine Veränderung unter seinen Aktionären an. Die Banken Crédit Agricole, die 2000 in das Unternehmen eingestiegen waren, und Société Générale, seit 2003 präsent, wurden durch BNP Paribas, Caisse des Dépôts und Banque Populaire ersetzt. Gemeinsam erwarben diese drei Gruppen 35 % des Unternehmenskapitals und stärken seine finanzielle Kapazität. Jean-Luc Petithuguenin, Gründer und CEO des Unternehmens, erhöhte seinen Anteil ebenfalls auf 40 %.
Zu dieser Zeit beschäftigte die Paprec-Gruppe 1.100 Mitarbeiter, erzielte einen Gesamtumsatz von 200 Millionen Euro und hat seit ihrer Gründung 45 Unternehmen erworben. Nichtsdestotrotz stammen zwei Drittel des Umsatzes aus organischem Wachstum, das mit der Diversifizierung seiner Aktivitäten verbunden ist. Ursprünglich auf das Papierrecycling spezialisiert, eine Aktivität, von der sich der Name ableitet, hat das Unternehmen seine Tätigkeiten auf andere Recyclingbereiche wie Verwertung von Kunststoffabfällen, Industriemüll, Mülltrennung und Holzrecycling ausgeweitet.
Die Holding von Bernard Arnault, Financière Agache, erwirbt 2008 in Zusammenarbeit mit der Rothschild-Bank und Quilvest 37 % der Paprec-Aktien, während Jean-Luc Petithuguenin die Mehrheit des Kapitals behält. Zu dieser Zeit erzielt Paprec einen Umsatz von 320 Millionen Euro und beschäftigt über 2.000 Mitarbeiter.

### 2010er Jahre: neue Aktionäre und grüne Anleihen
2012 schließt Paprec seine vierte Runde der Kapitalbeschaffung in Höhe von 100 Millionen Euro ab, wodurch der französische Staatsfonds, der Fonds stratégique d’investissement, in das Kapital eintritt und 25 % erwirbt. Zu diesem Anlass erhöht Jean-Luc Petithuguenin seine Kontrolle auf 65 %, nachdem er die Mehrheit der Aktien, die von Bernard Arnaults Holding gehalten werden, sowie alle Aktien, die vom Investmentfonds Quilvest und der Bank Rothschild gehalten werden, erworben hat.
Paprec ist eines der ersten französischen Unternehmen, das 2015 Grüne Anleihen ausgibt, ein Finanzinstrument, das speziell entwickelt wurde, um den ökologischen Übergang zu erleichtern, in einer Gesamthöhe von etwa 500 Millionen Euro.
Im Jahr 2017 besitzen Jean-Luc Petithuguenin und seine Familie immer noch 70 % des Unternehmens, die restlichen 30 % werden von Bpifrance, dem neuen Staatsfonds Frankreichs, gehalten. Zu diesem Zeitpunkt erwirtschaftet Paprec einen Gesamtumsatz von 1,5 Milliarden Euro und beschäftigt 8.000 Mitarbeiter. Im darauffolgenden Jahr nimmt Paprec eine Milliarde Euro auf, davon 800 Millionen Euro durch grüne Anleihen und 200 Millionen Euro durch Bankdarlehen, um sein organisches und externes Wachstum zu finanzieren.

### Jüngste Geschichte
Paprec weiht im Juni 2019 seine neuen Räumlichkeiten an seinem historischen Standort in La Courneuve (Seine-Saint-Denis), nach 18 Monaten Bauzeit und einer Investition von 8 Millionen Euro ein. Der neue Komplex erstreckt sich über eine Fläche von 4.200 Quadratmetern. Einige Monate später ernennt Jean-Luc Petithuguenin seine Söhne Sébastien als CEO und Mathieu als Generaldirektor, während er seine Position als Präsident behält. Zu diesem Zeitpunkt beschäftigte Paprec 9.000 Mitarbeiter an 210 Standorten in Frankreich. Es ist auch das führende Recyclingunternehmen in Frankreich mit einem Gesamtumsatz von etwa 1,5 Milliarden Euro.
Im Jahr 2021 nimmt Paprec erneut Mittel über grüne Anleihen in Höhe von insgesamt 450 Millionen Euro auf, um sein Wachstum zu finanzieren und bis Ende des Jahres einen Umsatz von 2 Milliarden Euro zu erreichen. Gleichzeitig schließt die Gruppe die Übernahme von TIRU ab, einem Unternehmen, das sich auf die Energierückgewinnung aus Abfällen spezialisiert hat.
Paprec erweitert auch seine Präsenz in Spanien durch die Übernahme von drei kleinen Unternehmen. Zwei Jahre später vervollständigt der Kauf von 60 % der Anteile des katalanischen Unternehmens GBi Serveis seine Etablierung im Land, was Spanien zu seinem zweitgrößten Markt nach Frankreich macht. Im Jahr 2023 übernimmt Paprec zudem CLD, eine Gruppe, die einen Großteil der Abfallsammlung in Barcelona verwaltet. CLD besitzt fünf Sortierzentren und beschäftigt rund 1.600 Mitarbeiter. Paprec zielt insbesondere auf Spanien ab, da das Land im Bereich Recycling noch hinterherhinkt und ausgezeichnete Entwicklungsperspektiven bietet.
Im selben Jahr treten neue Aktionäre dem Unternehmen bei: Vauban Infrastructures Partners (Natixis) und Crédit Agricole. Sie schließen sich den bestehenden historischen Aktionären an: Bpifrance, BNP Paribas und Arkea. Jean-Luc Petithuguenin und seine Familie bleiben die Mehrheitsaktionäre des Unternehmens.
Derzeit gibt Paprec an, das führende französische Unternehmen im Bereich Recycling und das drittgrößte in der Abfallwirtschaft und Energierückgewinnung zu sein.

## Organisation
Im Jahr 2024 ist die Paprec-Gruppe in zehn Ländern tätig, darunter Frankreich, Schweiz und die Vereinigte Arabische Emirate, und sammelt 16 Millionen Tonnen Abfall, die in ihren 300 Standorten oder Fabriken verarbeitet werden. Das Unternehmen beschäftigt 16.000 Mitarbeiter.

### Einheiten
Im Jahr 2023 hat Paprec etwa sechzig Einheiten, von denen die wichtigsten unten aufgeführt sind:
| Name                | Übernahme | Tätigkeiten                                  |
| ------------------- | --------- | -------------------------------------------- |
| Coved Environnement | 2017      | Sammlung und Recycling von Haushaltsabfällen |
| FCR                 |           | Verkauf von Rohstoffen                       |
| Paprec Agro         | 2011      | Recycling von Grünabfällen                   |
| Paprec Métal        |           | Sammlung und Recycling von Schrott           |
| Paprec Schweiz      | 2010      | Abfallsammlung und Recycling                 |
| TIRU                | 2022      | Energierückgewinnung aus Abfällen            |

### Personalwesen
Paprec legt besonderen Wert auf seine Personalpolitik, um die Mitarbeiterbindung zu fördern und die Umsätze zu verringern. Da der Personalbedarf des Unternehmens von Jahr zu Jahr steigt, ist Paprec stolz darauf, verschiedene Profile einzustellen, insbesondere solche, die weiter vom Arbeitsmarkt entfernt sind, wie Senioren oder Einwanderer.
Das Unternehmen belohnt seine leistungsstärksten Mitarbeiter jedes Jahr mit einer Reise und einem „Castor d'or“ (Goldener Biber auf Französisch), einer vom Unternehmen geschaffenen Auszeichnung, die auf den César-Verleihungen basiert. Zu dieser Preisverleihung werden Persönlichkeiten wie Jean-Pierre Dick oder Brigitte Lefèvre, die Direktorin des Tanzes an der Pariser Oper, eingeladen, die von Paprec gesponsert wird.
Im Februar 2014 wird Paprec das erste französische Unternehmen, das eine Charta für Laizität und Diversität einführt, die von allen Mitarbeitern der Gruppe einstimmig angenommen wurde. Dies bedeutet, dass Bewerber, die sich um eine Stelle im Unternehmen bewerben, die Vielfalt schätzen und eine starke Fähigkeit zum Gruppenzusammenhalt besitzen müssen. Das Tragen auffälliger religiöser Symbole ist ebenfalls verboten, was dem Unternehmen erhebliche mediale Aufmerksamkeit verschaffte, nicht ohne Kontroversen. Dies führte auch dazu, dass der damalige Bürgermeister von Paris dem CEO Jean-Luc Petithuguenin eine Auszeichnung überreichte.

## Aktivitäten
Die Paprec-Gruppe ist in den Bereichen Recycling, Abfallwirtschaft und Umweltdienstleistungen tätig, einschließlich des Recyclings von Papier und Karton, Abfällen aus dem Tertiärsektor der Wirtschaft, gewöhnlichen Industrieabfällen, Baumüll, selektiver Haushaltsabfallsammlung, Kunststoff, Holz, Metallschrott, Gefährliche Abfälle, elektronischen und elektrischen Abfällen, Batterien und Grünabfälle.
Im Jahr 2018 sammelt, sortiert und recycelt die Paprec-Gruppe 11 Millionen Tonnen Abfall, die von ihren 40.000 Kunden, Industriepartnern wie Chantiers de l’Atlantique oder Valeo und Kommunen produziert werden. Diese werden dann in den 200 Fabriken verarbeitet, und die daraus resultierenden sekundären Rohstoffe werden weiterverkauft.
45 % des Umsatzes von Paprec stammen aus dem Verkauf wiederverarbeiteter Materialien. Einige davon, wie Schutt oder Metalle, werden direkt an Bauunternehmen verkauft. Andere, wie Papier und Kunststoff, werden von zwanzig Händlern weltweit an Herstellern verhandelt. Die Preise reichen von 35 Euro pro Tonne für minderwertiges Papier bis zu 1.000 Euro pro Tonne für PET. Im Jahr 2018 werden 65 % der Rohstoffverkäufe von Paprec, einschließlich recycelter Kunststoffe, außerhalb Frankreichs abgewickelt, insbesondere in Europa und Asien.
In Frankreich steigt Paprec 2017 in den Energiesektor ein und gründet 2022 eine eigene Einheit namens Paprec Énergies. Dazu gehören auch Aktivitäten wie die Anaerobe Vergärung von organischen Abfällen zur Produktion von Düngern und Biogas.

## Sponsoring

### Künstlerisches Sponsoring
Seit seiner Gründung sponsert die Paprec-Gruppe jedes Jahr einen Künstler, der seine Vision des Recyclings ausdrücken kann. Seit 2000 unterstützt die Paprec-Gruppe die Pariser Oper, indem sie mehrere Opera und Ballet sponsert. Seit 2010 ist die Gruppe auch Hauptsponsor des Ballet de l’Opéra de Paris.

### Sportliches Sponsoring
Seit 2004 sponsert die Paprec-Gruppe den französischen Segler Jean-Pierre Dick in den Rennserien IMOCA 60 und MOD70, mit Booten, die gemeinsam mit Virbac, einem Unternehmen für Tiergesundheit, gesponsert werden. Sie haben auch Yann Eliès bei der Route du Rhum 2014 auf einem Ultim 70 Boot namens Paprec Recyclage gesponsert. Im Jahr 2022 geht die Gruppe eine sechsjährige Partnerschaft als Hauptsponsor der Solitaire du Figaro ein und verleiht auch der Transat en double Concarneau-Saint-Barthélémy (ehemals Transat AG2R La Mondiale) ihren Namen als Titelpartner. Paprec ist auch Sponsor des IMOCA Segelboots von Yoann Richomme für die Vendée Globe 2024-2025.
Paprec sponsert auch andere Vereine und Sportarten, darunter das American Football-Team Flash de La Courneuve.